# Alfred-Weber-Institut für Wirtschaftswissenschaften
Das Alfred-Weber-Institut für Wirtschaftswissenschaften (AWI) ist eine Lehr- und Forschungseinrichtung der Universität Heidelberg, welche nach dem deutschen Nationalökonomen und Soziologen Alfred Weber benannt worden ist (zuvor in der Schreibweise Alfred Weber-Institut). Eine enge Zusammenarbeit besteht mit den Nachbarinstituten der Wirtschafts- und Sozialwissenschaftlichen Fakultät. Außerdem ist das Institut gemeinsam mit dem Südasien-Institut Heidelberg an der Abteilung für Entwicklungsökonomik beteiligt.
Geschäftsführender Direktor ist Stefan Trautmann.
Das Institut betreibt das AWI-Experimentallabor sowie das Forschungszentrum für Umweltökonomik (FZU).
Es wird ein Bachelorstudiengang „B.Sc. Economics (Politische Ökonomik)“ sowie ein Masterstudiengang „M.Sc. Economics“ angeboten.
Im Rahmen des ERASMUS-Programms gibt es Partnerschaften mit elf Universitäten in neun Ländern, etwa mit der Universität Kopenhagen oder Warsaw School of Economics.